# Дзубьена
Дзубье́на (итал. Zubiena) — коммуна в Италии, располагается в регионе Пьемонт, в провинции Бьелла.
Население составляет 1271 человек (2008 г.), плотность населения составляет 106 чел./км². Занимает площадь 12 км². Почтовый индекс — 13888. Телефонный код — 015.
Покровителем коммуны почитается святитель Николай Мирликийский, чудотворец, празднование 6 декабря.

## Демография
Динамика населения:

## Администрация коммуны
- Официальный сайт: http://www.comune.zubiena.bi.it/